# Harvard Society of Fellows
La Harvard Society of Fellows es un grupo de académicos elegidos al principio de sus carreras por la Universidad de Harvard por su potencial para avanzar en el conocimiento académico, bajo el cual se les ofrecen oportunidades para fomentar su crecimiento individual e intelectual. Los junior fellows son nombrados por senior fellows basándose en sus logros académicos previos y reciben un amplio apoyo financiero durante tres años durante los cuales llevan a cabo investigación independiente en la Universidad de Harvard en cualquier disciplina, sin necesidad de cumplir requerimientos específicos de títulos o evaluaciones. La única norma es que permanezcan en residencia en Cambridge, Massachusetts, durante su beca. La membresía de la sociedad es vitalicia.
La sociedad ha aportado numerosos académicos a la plantilla de Harvard e influido de esta manera en el discurso de la universidad. Entre sus miembros más conocidos están el filósofo Willard Van Orman Quine (1936), el conductista Burrhus Frederic Skinner (1936), el dos veces Premio Nobel en física John Bardeen (1938), el economista Paul Samuelson (1940), el historiador Arthur Meier Schlesinger (1943), el consejero presidencial McGeorge Bundy (1948), el historiador y filósofo de la ciencia Thomas Kuhn (1951), el lingüista y activista Noam Chomsky (1955), el biólogo Edward Osborne Wilson (1956), el científico cognitivo Marvin Minsky (1957), el economista y analista de inteligencia Daniel Ellsberg (1959), el filósofo Saul Kripke (1966) o el físico teórico y ganador de la Medalla Fields Edward Witten (1981).

You have been selected as a member of this society for your personal prospect of serious achievement in your chosen field, and your promise of notable contribution to knowledge and thought. That promise you must redeem with your whole intellectual and moral force.

You will practice the virtues, and avoid the snares, of the scholar. You will be courteous to your elders who have explored to the point from which you may advance; and helpful to your juniors who will progress farther by reason of your labors. Your aim will be knowledge and wisdom, not the reflected glamour of fame. You will not accept credit that is due to another, or harbor jealousy of an explorer who is more fortunate.
You will seek not a near but a distant objective, and you will not be satisfied with what you may have done. All that you may achieve or discover you will regard as a fragment of a larger pattern of the truth which from the separate approaches every true scholar is striving to descry.

To these things, in joining the Society of Fellows, you dedicate yourself.
Has sido seleccionado como miembro de esta sociedad por tu proyección personal de logros destacados en tu área elegida, y por tu promesa de contribuciones notables al conocimiento y pensamiento. Debes cumplir esta promesa con toda tu fuerza intelectual y moral.

Practicarás las virtudes, y evitarás las trampas, del académico. Serás cortés con tus mayores, que han explorado hasta el punto desde el que avances, y servicial con los jóvenes que progresarán aún más lejos gracias a tu trabajo. Tu objetivo será el conocimiento y la sabiduría, no el encanto o la fama reflejados. No aceptarás crédito que sea debido a otro, ni albergarás envidia de un explorador más afortunado.
No buscarás un objetivo cercano sino distante, y no estarás satisfecho con lo que ya hayas hecho. Todo lo que logres o descubras lo verás como un fragmento de un patrón mayor de la verdad que desde distintos enfoques todo auténtico académico aspira a divisar.

A estas cosas te dedicarás al unirte a la Society of Fellows
Declaración de Principios de la Sociedad

## Historia
Comenzando en 1925, los académicos de Harvard Henry Osborn Taylor, Alfred North Whitehead y Lawrence Joseph Henderson se reunieron en varias ocasiones para discutir su frustración con las condiciones de los estudios de posgrado en la universidad. Creían que para producir investigación excepcional, los más capaces requerían libertad de preocupaciones financieras, menos requerimientos formales y la libertad de elegir el objeto de estudio que les atrajera.
Pronto encontraron un aliado en el entonces presidente de Harvard Abbott Lawrence Lowell, que en 1926 nombró un comité, con Henderson como director, para estudiar la naturaleza de una institución que pudiera mejorar la calidad de la educación de posgrado. El comité recomendó la fundación de una Society of Fellows en Harvard, inspirada en parte en la Fondation Dosne-Thiers de París y en parte en el Prize Fellowship en el Trinity College de Cambridge, con la esperanza de que una sociedad así produciría no solo «genios aislados, sino hombres que harán el trabajo del mundo».
Tras años intentando atraer donaciones externas, Lowell financió él mismo la sociedad, siendo este su último acto institucional antes de su renuncia en noviembre de 1932. Escribió más tarde que «no habiendo fuentes de los fondos necesarios visibles, los di yo mismo, en un acto de desesperación, aunque tomó casi todo lo que tenía». Aunque era un secreto a voces que Lowell era la fuente de la donación anónima, nunca lo reconoció en persona. Tras la muerte de Lowell en 1943, la donación se hizo pública oficialmente, y pasó a conocerse como Anna Parker Lowell Fund en memoria de su esposa.
La sociedad se inauguró oficialmente como una alternativa al sistema de doctorado a principios del año académico 1933-34, dando a los fellows libertad para seguir sus propias líneas de investigación que trascendieran los límites tradicionales de las disciplinas. Debido a la creencia centran en la importancia de las discusiones informales entre académicos de distintos campos, los senior fellows y junior fellows se reunían para cenar todos los lunes. Habitualmente, se unen a la velada académicos visitantes, y se anima a los miembros de la sociedad a llevar invitados.
Originalmente tenía sede en un apartamento de dos habitaciones en Eliot House, uno de los doce colegios mayores de la universidad. Estuvo cerrada a las mujeres hasta 1972, cuando Martha Nussbaum fue elegida como la primera junior fellow.